# Форест (Охајо)
Форест (енгл. Forest) град је у америчкој савезној држави Охајо.

## Демографија
По попису из 2010. године број становника је 1.461, што је 27 (-1,8%) становника мање него 2000. године.
| Група             | 2000.         | 2010.         |
| Белци             | 1.461 (98,2%) | 1.422 (97,3%) |
| Афроамериканци    | 6 (0,4%)      | 6 (0,4%)      |
| Азијати           | 0 (0,0%)      | 0 (0,0%)      |
| Хиспаноамериканци | 12 (0,8%)     | 15 (1,0%)     |
| Укупно            | 1.488         | 1.461         |